# 加納—印度關係
加納－印度關係，是指印度共和國和加納共和國之間的雙邊關係。两国在19世纪皆为大英帝国的殖民地，独立后兩國皆成为英聯邦成員國；印度在迦納首都阿克拉設有高級專員公署，迦納亦在印度新德里設立了高級專員公署。

## 經貿關係
2010-11年印度和加納兩國的雙邊貿易總額為8.18億美元，預計到2013年將上升至十億美元。加納從塔塔汽車、阿斯霍克雷蘭德公司等印度汽車企業採購了巴士和一般車輛，其餘印度出口到加納的主要產品包括醫藥、農業機械、電力設備、塑料、鋼鐵和水泥；而加納出口到印度的主要產品則為黃金、可可豆和木材等。
印度曾提高借貸予加纳的信用額度至2.28億美元。加納主要把印度借出的資金用於農產品加工、魚類加工、廢物管理、農村電氣化和擴張鐵路系統等。印度還在加纳設立了信息技術及食品加工的研究所。
印度是加納最大的外國投資者。截至2011年底，印度在加納投資的總額為5.5億美元，涵蓋約548個項目。印度在加納的投資主要是和農業或製造業有關，而加納與印度的企業也有合作生產的藥物。兩國曾簽署雙邊投資保護協定。

## 文化關係
今時今日，大約有10000名印度人居住在加納，他們有一部分人已在加纳居住了超過70年。印度教在20世紀40年代末期第一次傳到加納，自加納和鄰國多哥在1970年代中期設立印度教寺廟後，信徒人口一直在增長。